# Elisabeth Bomhoff
Elisabeth "Lis" Bomhoff, født Nielsen (8. marts 1912 i Faxe Ladeplads, Hylleholt Sogn – 28. maj 2014 i Charlottenlund) var en dansk frihedskæmper og medlem af Holger Danske under besættelsen.
Bomhoff blev efter nogle år som ung pige i huset i København elev i stormagasinet Illum. Hendes første ægteskab var med Preben Nielsen, der drev et danseinstitut på toppen af Richshuset på Rådhuspladsen, og hendes andet ægteskab, der varede til 1953, var med Helmer Bomhoff, der også var modstandsmand. 
I 1940 blev hun skilt fra sin første mand og giftede sig dernæst med Helmer Bomhoff. Et indbrud i hendes lejlighed på Peter Bangs Vej bragte hende tilfældigvis i kontakt med modstandsbevægelsen, for kriminaloverbetjent O.B. Bertelsen fra Frederiksberg Politi var en del af den første generation af Holger Danske. Nogen tid efter flyttede hun sammen med sin nye mand i et hus i Hjortekær nær Dyrehaven. Huset var velegnet til at gemme illegale personer, og efter at tilliden var etableret mellem Elisabeth Bomhoff og Bertelsen, lod hun og hendes mand huset anvende til at huse personer, der var gået under jorden. Villaen var en bryllupsgave fra hendes vordende svigerfar Gunnar Bomhoff, der også blev inddraget i modstandsaktiviteterne. Blandt personerne, der overnattede i kælderen i Hjortekær, var Frode Jakobsen.
4. september 1944 blev Gunnar Bomhoffs villa på Frederiksberg stormet og hustruen Ada blev anholdt. Gunnar Bomhoff var ikke til stede, men hans bror blev dræbt, da villaen blev sprængt. Sammen med "Flammen", "Citronen" og to andre modstandsfolk gik Elisabeth og Helmer Bomhoff derfor under jorden i Rågeleje. 
Hun var til stede hos Erik Nyegaard den 18. oktober samme år, da Gestapo stormede huset. Flammen, der også var til stede, begik selvmord med cyankalium, mens Erik Nyegaard og Ada, Helmer og Elisabeth Bomhoff blev indsat i Vestre Fængsel og fra 8. november i Frøslevlejren, hvor de var indtil krigens slutning. Gunnar Bomhoff blev sendt til KZ-lejrene Oortkaten, Dachau og til slut Neuengamme, hvor han døde.
Efter krigen drev hun en butik med eksklusivt lingeri på Oslo Plads og var derefter i en del år sekretær for en bilimportør. Elisabeth Bomhoff, der indtil sin død boede i Charlottenlund, modtog flere fortjenstmedaljer for sin indsats i modstandskampen.